# Huéneja
Huéneja – gmina w Hiszpanii, w prowincji Grenada, w Andaluzji, o powierzchni 116,74 km². W 2011 roku gmina liczyła 1228 mieszkańców.
Istnieją oznaki osadnictwa ludzkiego od czasów Argara, o czym świadczą znaleziska licznych obiektów i grobów w miejscu w pobliżu tego miasta, chociaż nazwa miejsca pochodzi z okresu arabskiego, nawiązując do zniszczenia terenu i wynikającego z niego przepływu wód.